# Macromitrium voeltzkowii
Macromitrium voeltzkowii är en bladmossart som beskrevs av Brotherus in Voeltzkow 1908. Macromitrium voeltzkowii ingår i släktet Macromitrium och familjen Orthotrichaceae. Inga underarter finns listade i Catalogue of Life.